# Pirmasens
Pirmasens település Németországban, Rajna-vidék-Pfalz tartományban. Lakosainak száma 40 941 fő (2023. december 31.). Pirmasens Südwestpfalz községgel határos.

## Népesség
A település népességének változása:
| Lakosok száma | 55 000 | 40 632 | 40 403 | 40 054 | 40 682 | 40 941 |
|               | 1971   | 2017   | 2019   | 2021   | 2022   | 2023   |

## Ismert szülöttjei
- Hugo Ball (1886–1927) avantgárd író, költő
- Albert Buchmann (1894–1975) kommunista politikus
- August Krakau (1894–1975) katona
- Erik Durm (1992) világbajnok labdarúgó

## Képgaléria

Pirmasens
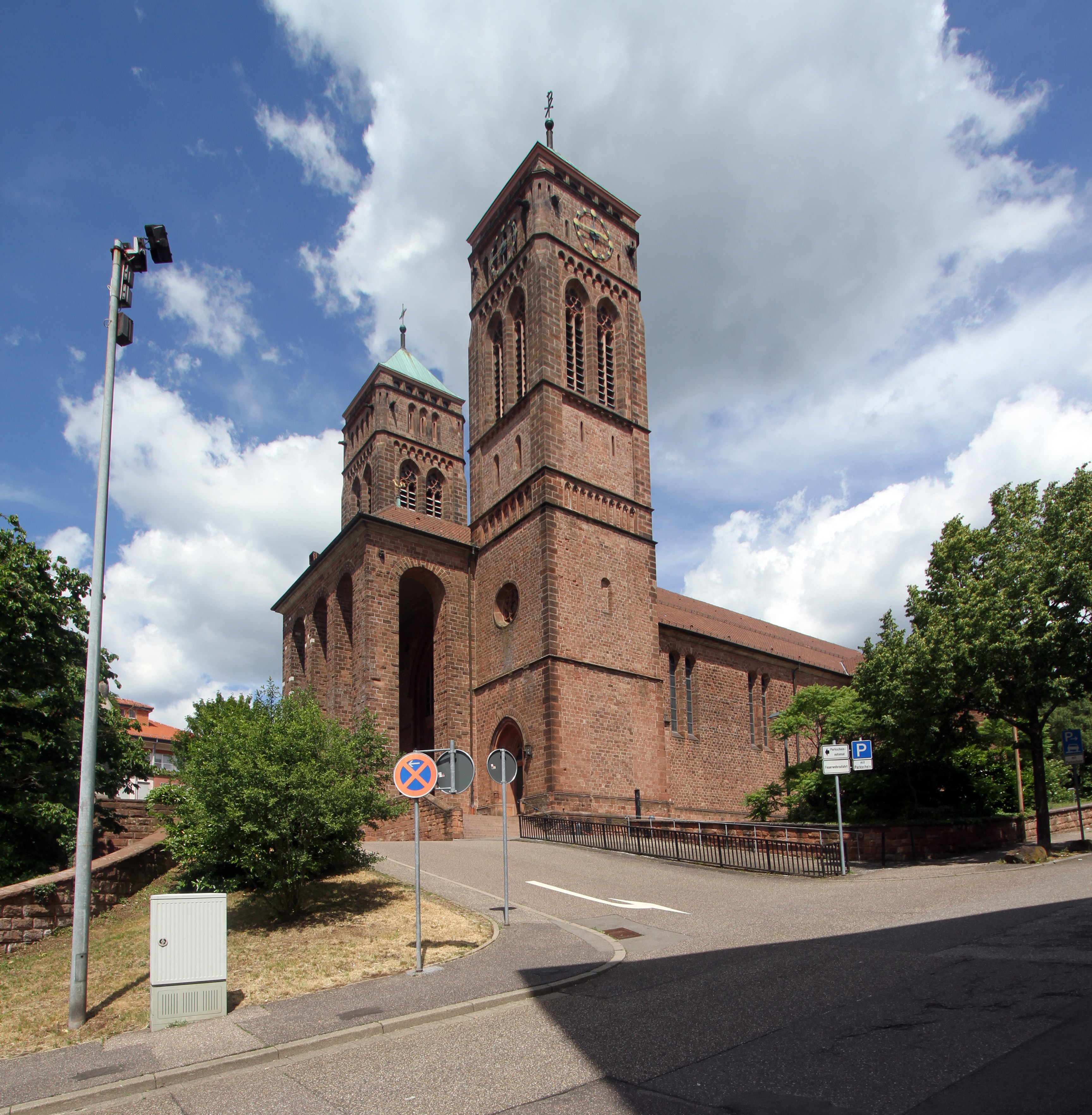
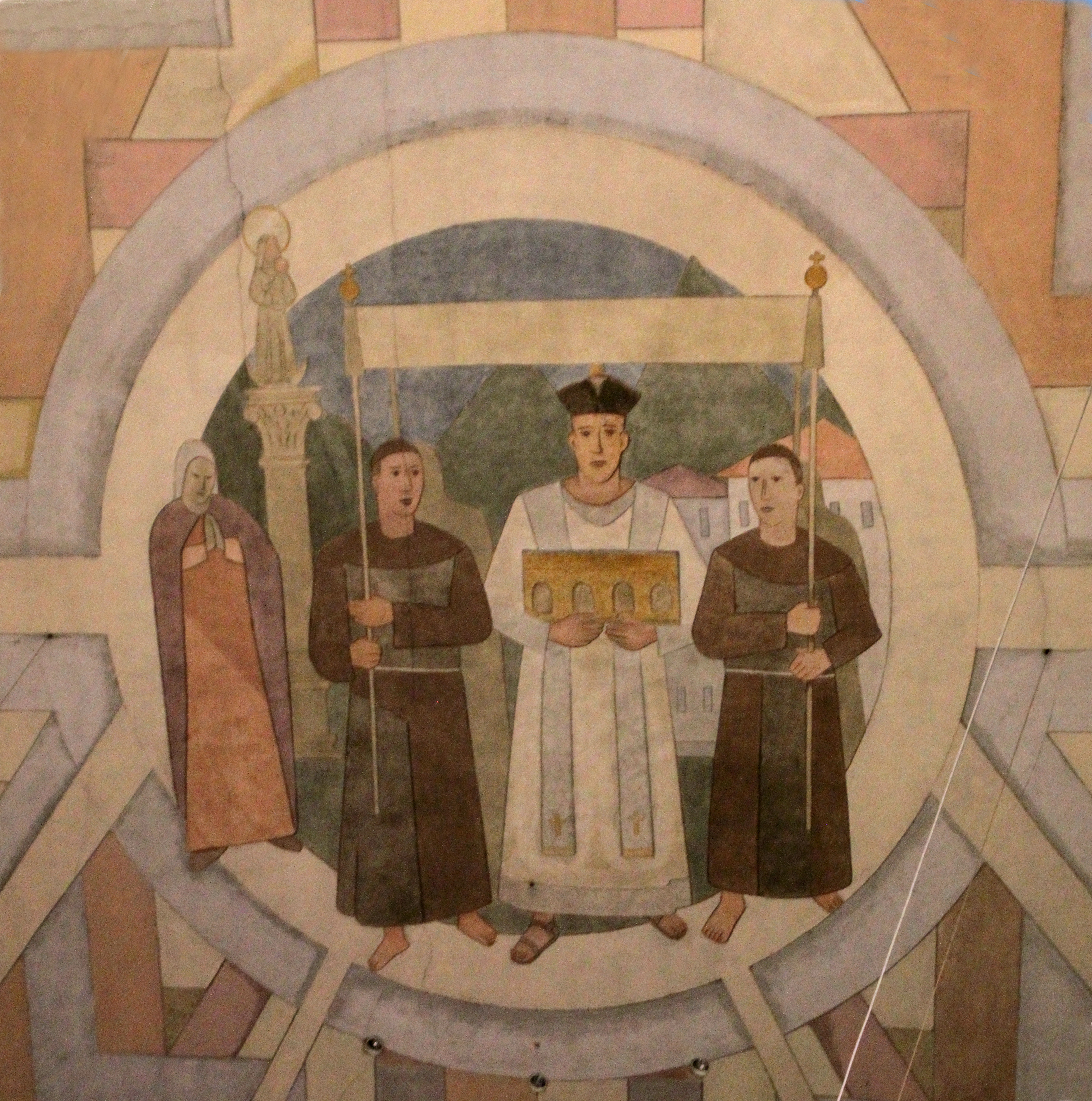
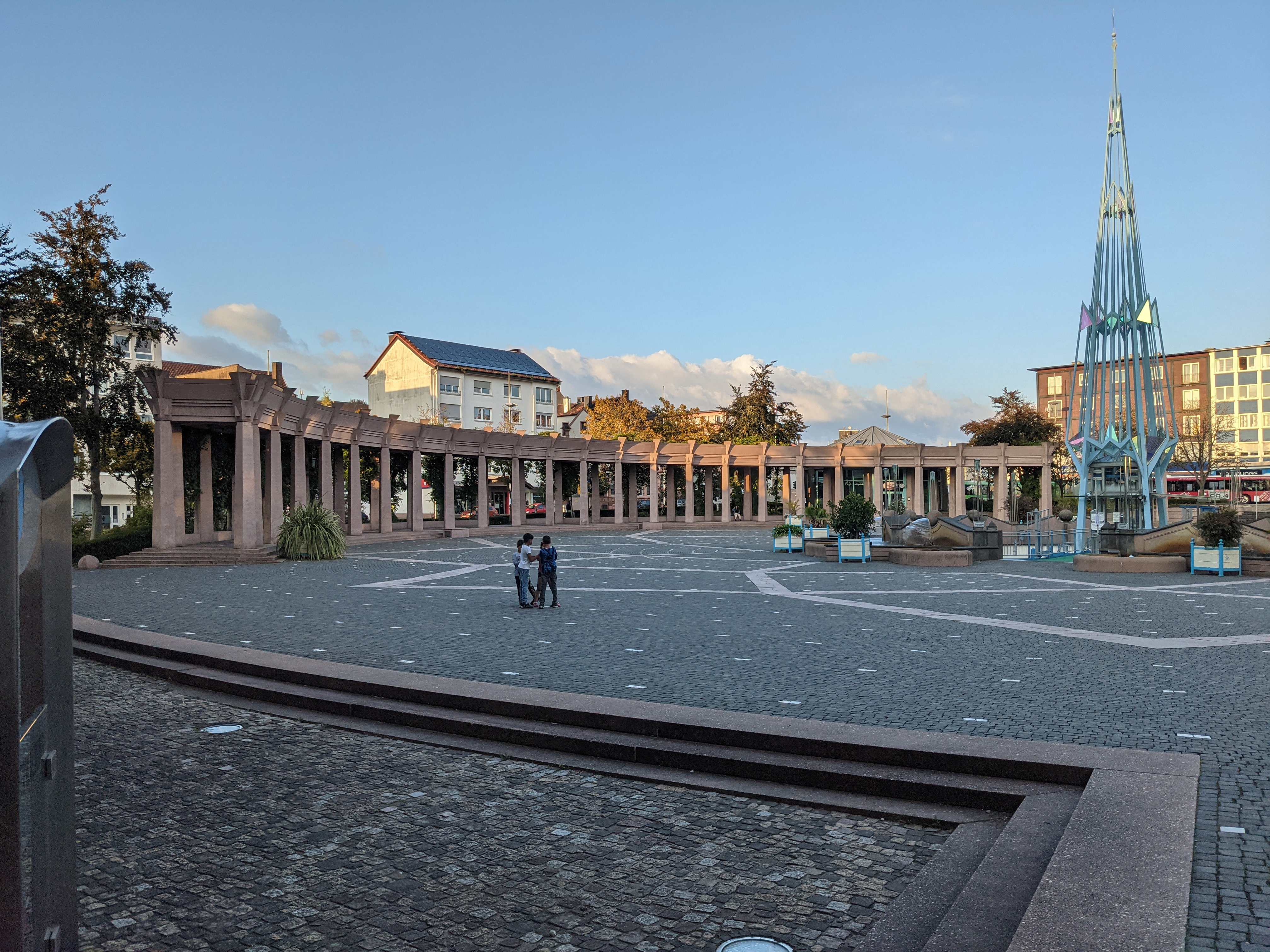
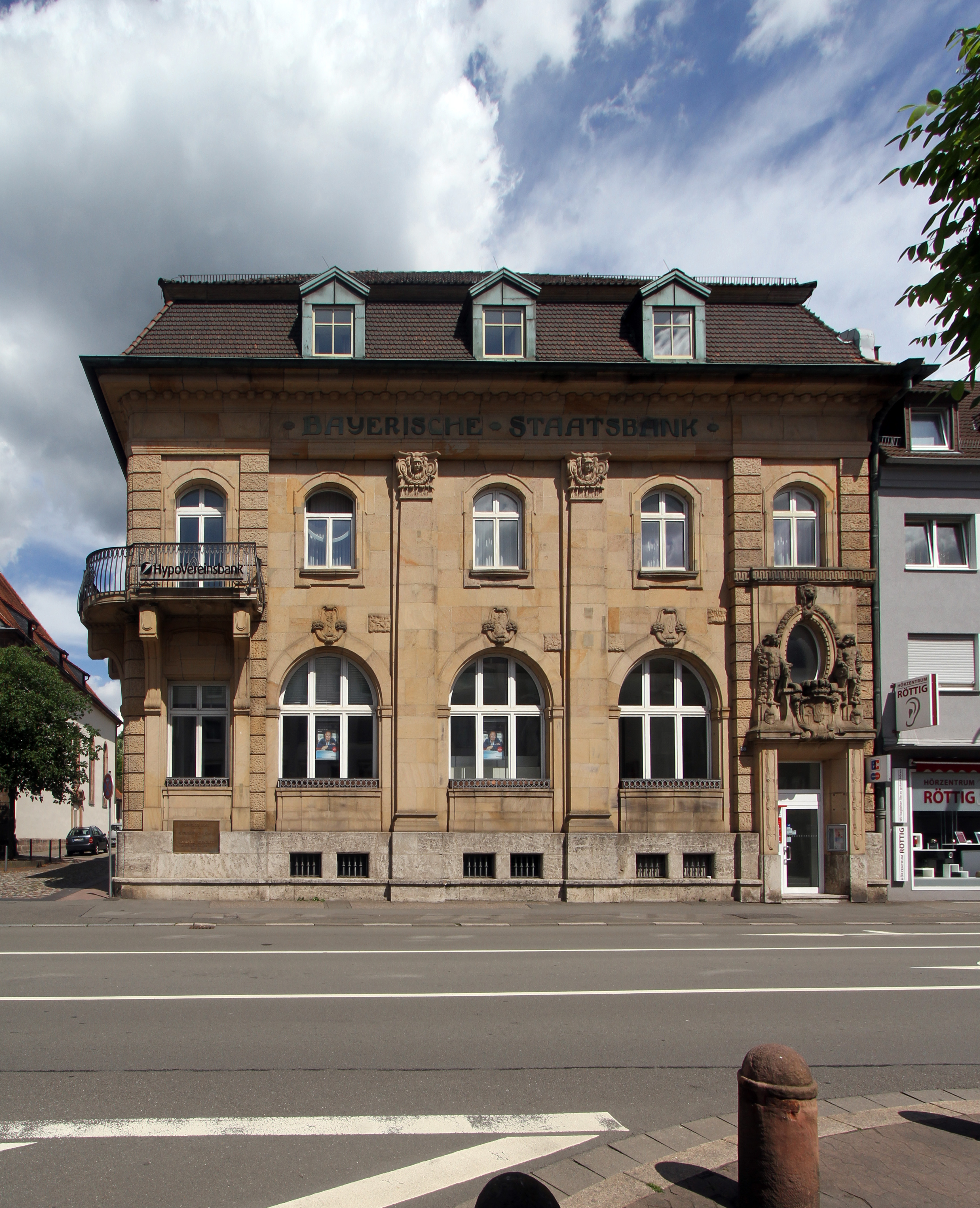
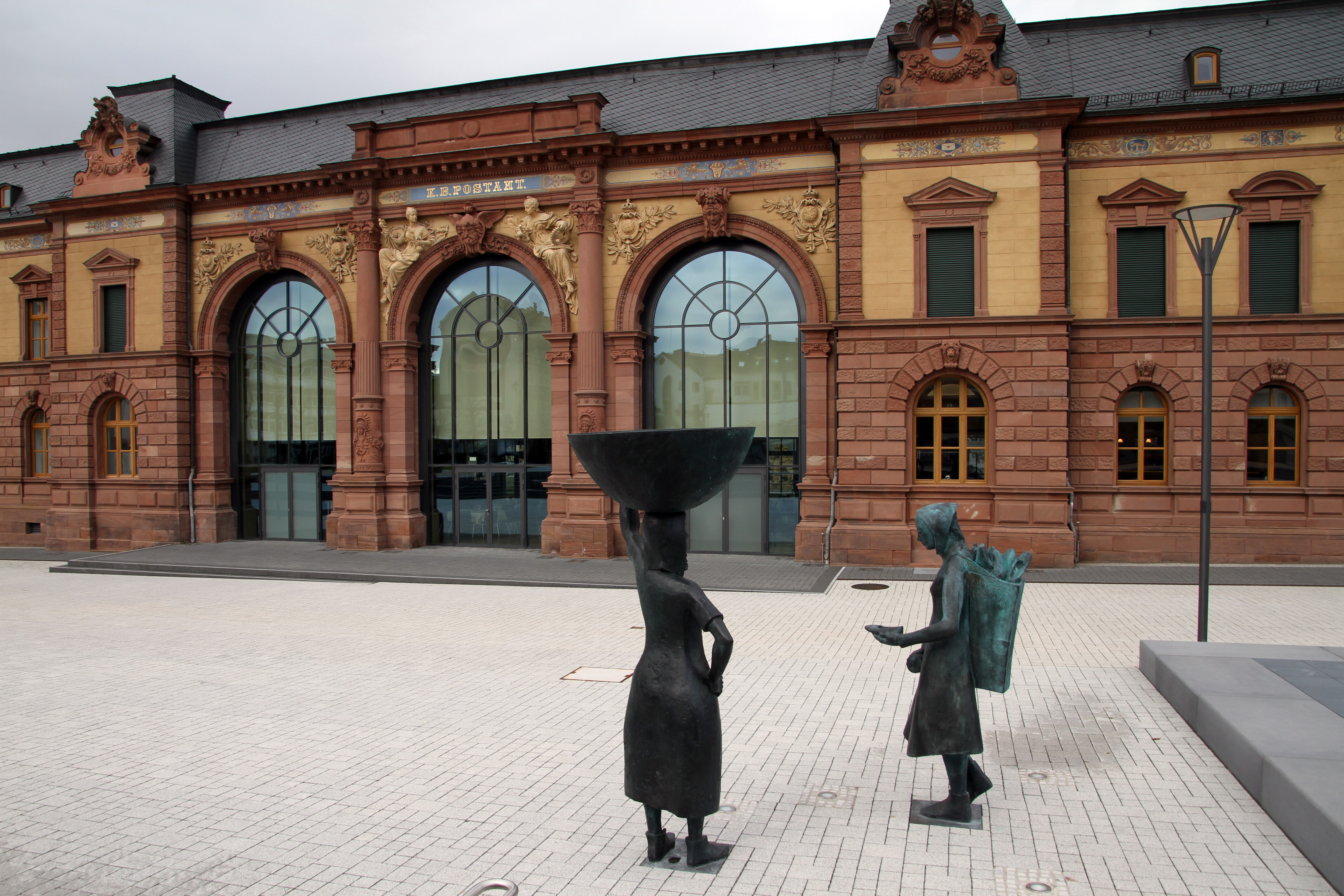
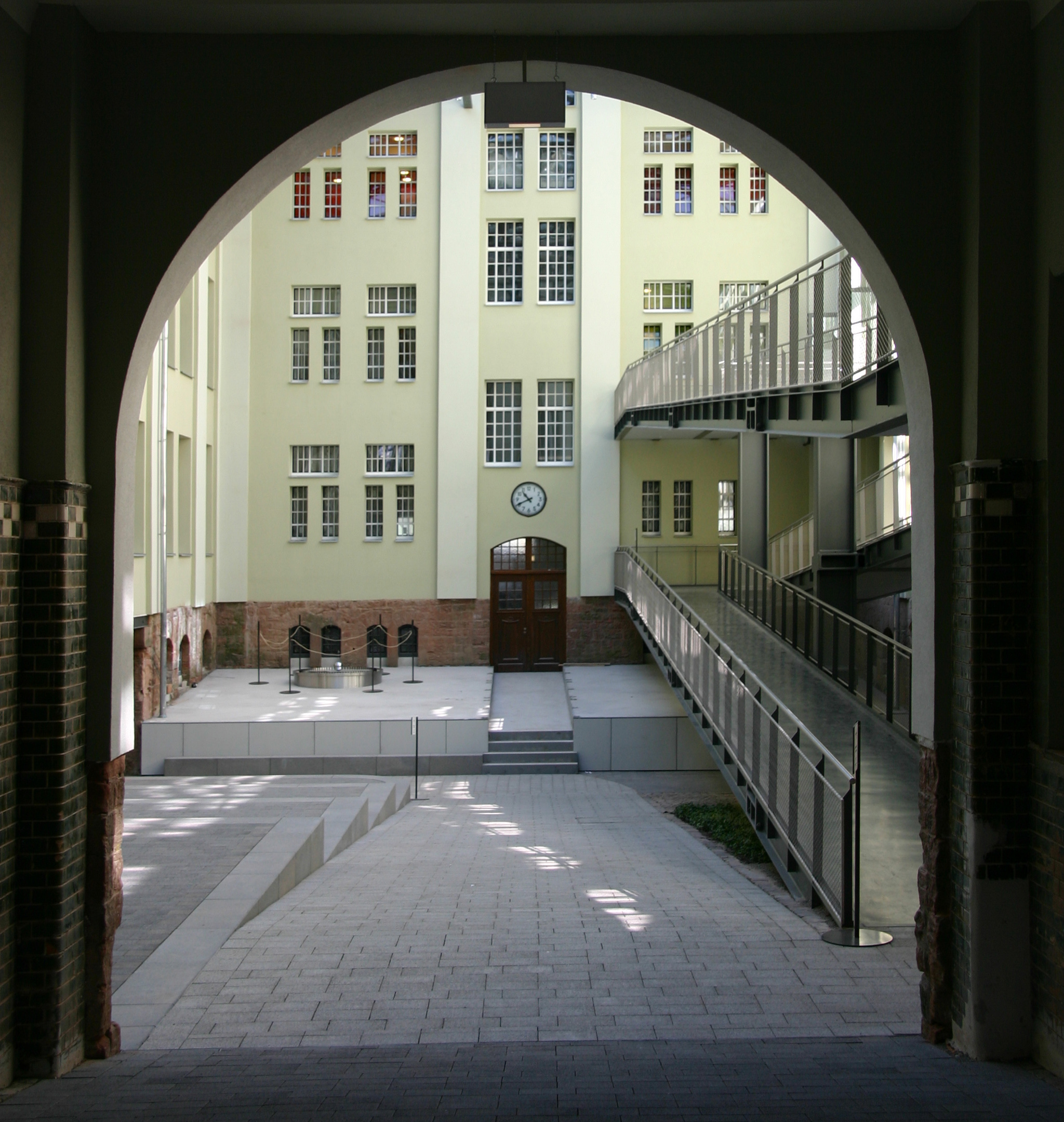
Dynamikum
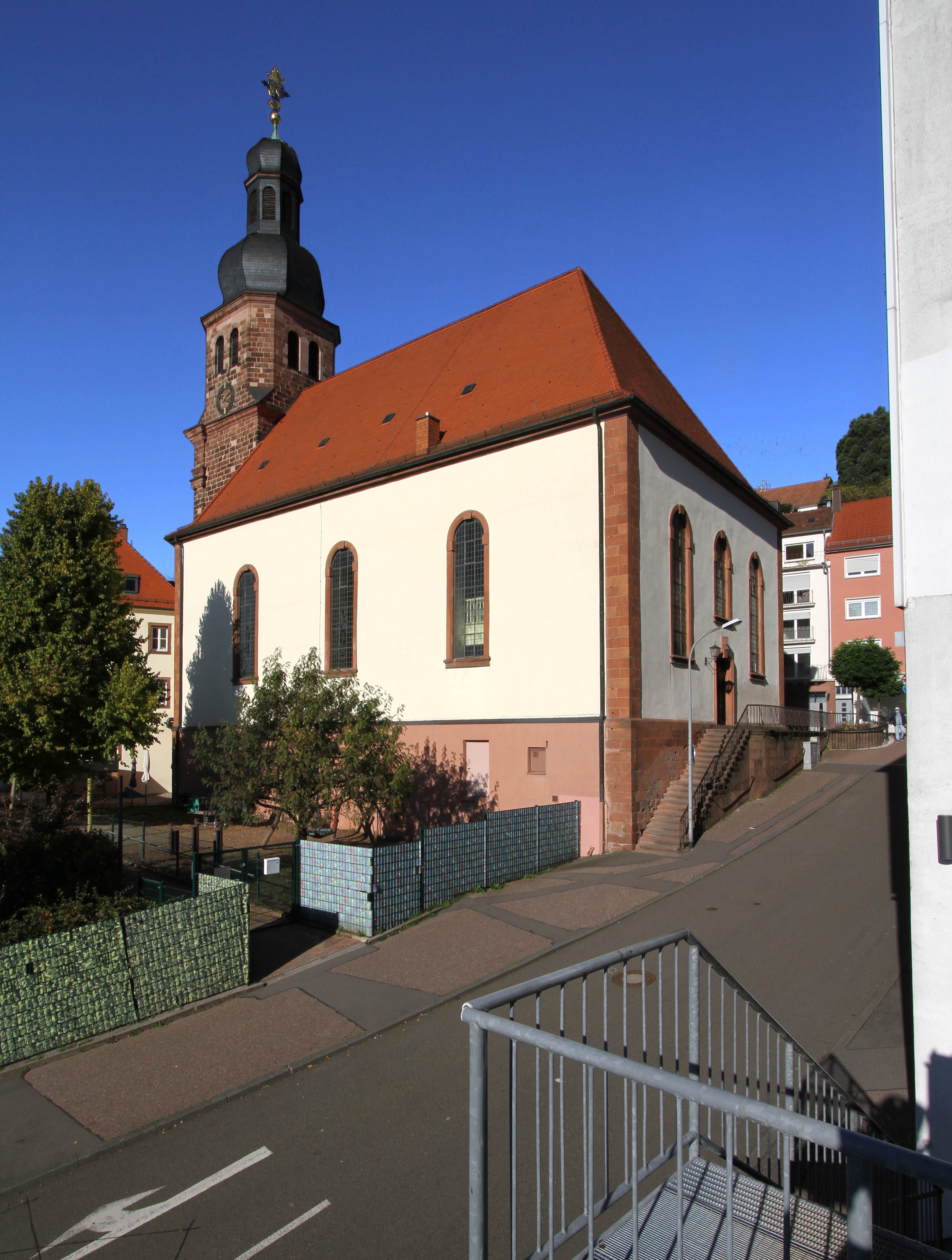
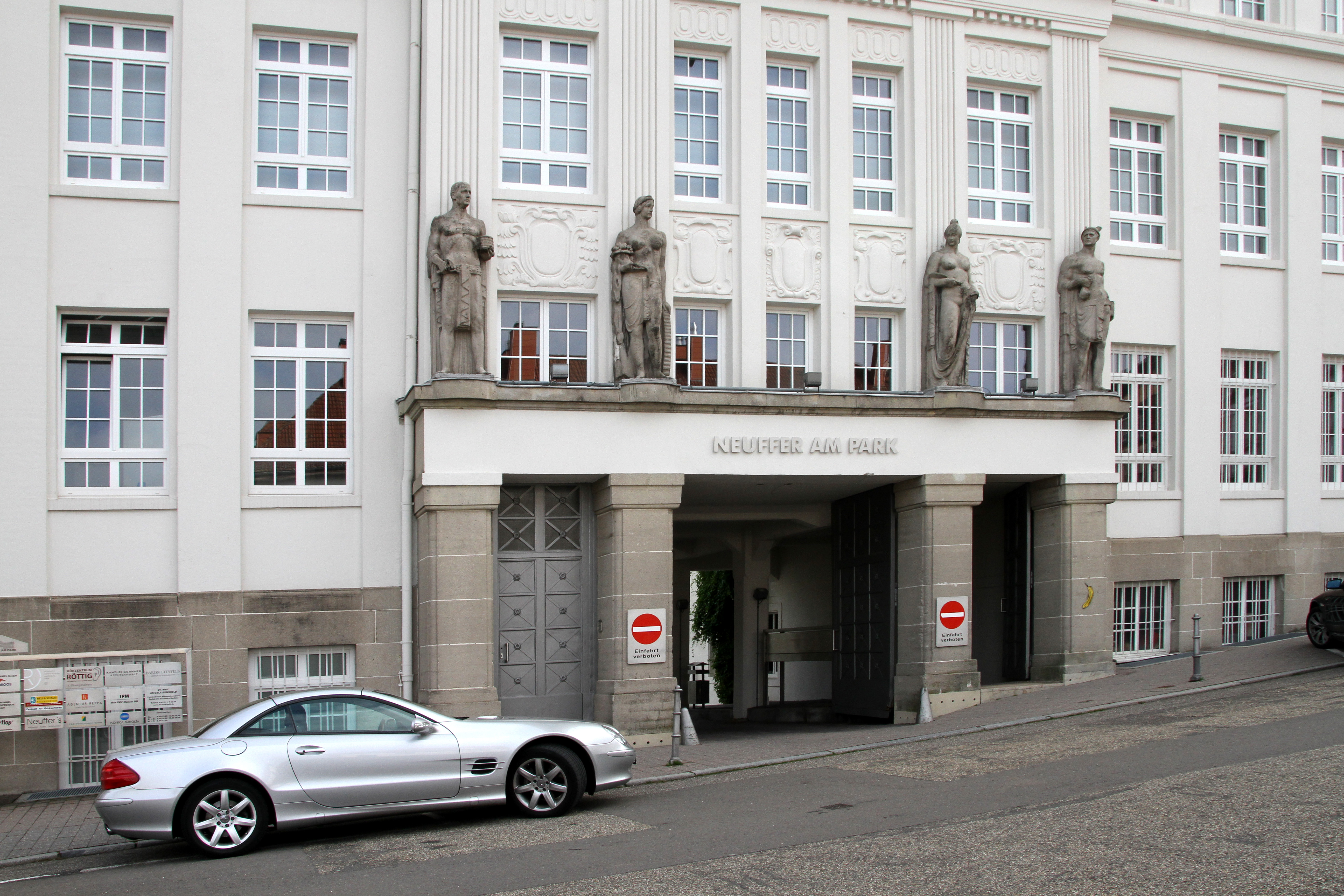
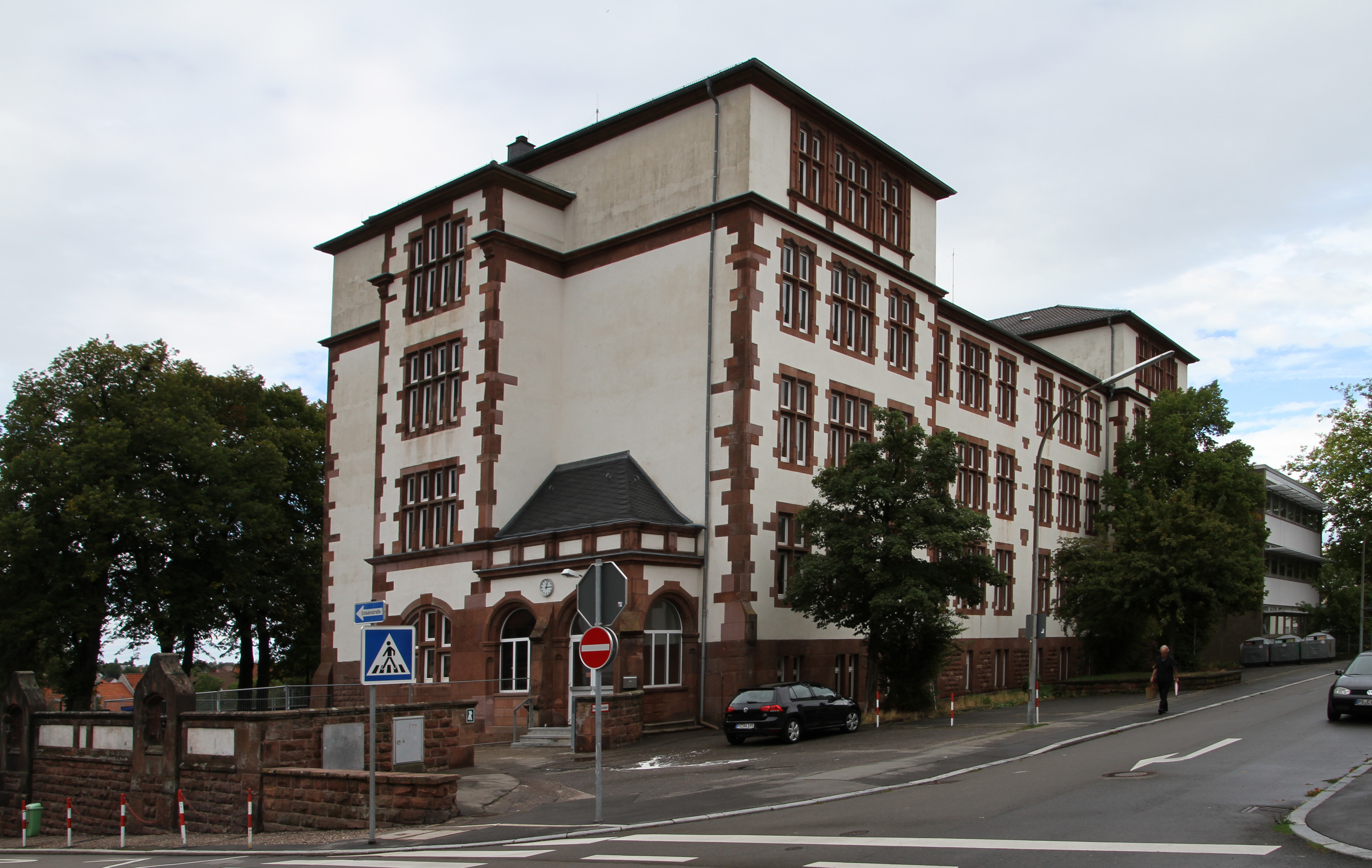
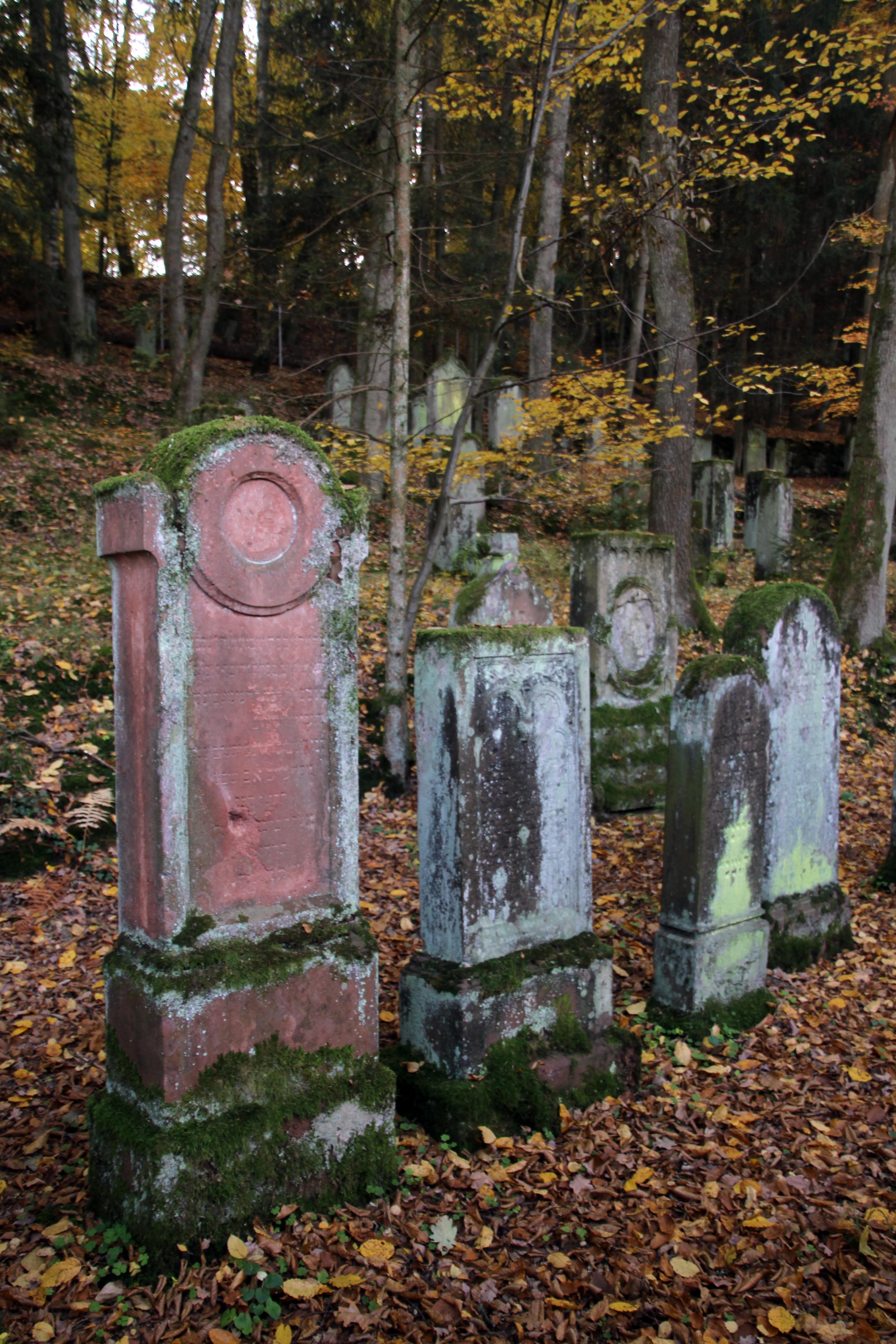